# Tando Muhammad Khan
Tando Muhammad Khan är huvudort för ett distrikt med samma namn i den pakistanska provinsen Sindh. Folkmängden uppgick till cirka 100 000 invånare vid folkräkningen 2017.